# Internationale Deutschlehrertagung
Die Internationale Tagung der Deutschlehrerinnen und Deutschlehrer (kurz auch: Internationale Deutschlehrertagung oder IDT) ist die weltweit größte Tagung für Deutsch als Fremdsprache, bei der auch der Bereich Deutsch als Zweitsprache eine wichtige Rolle spielt. Sie findet seit 1967 fast ausnahmslos in deutschsprachigen Ländern statt. Ideeller Auftraggeber der Tagung, die von Fachverbänden, Hochschulen und weiteren Organisationen/Institutionen ausgerichtet wird, ist der Internationalen Deutschlehrerverband (IDV).

## Geschichte
Seit 1967 haben 17 IDTs stattgefunden, drei davon in nicht-deutschsprachigen Ländern (1983 in Budapest, 1997 in Amsterdam, 2013 in Bozen). Im Regelfall findet die IDT abwechselnd in der Schweiz, Österreich und Deutschland statt. Bis zum Fall des Eisernen Vorhangs fanden drei Tagungen in der BRD (1967, 1974, 1980) und zwei in der DDR (1969, 1977) statt. Als dritte IDT in der DDR war 1993 Leipzig als Austragungsort geplant, wofür sich 1988 Erich Honecker in einem Brief an den IDV einsetzte. Daraus wird klar, dass die Organisation der IDT bis 1989 in bestimmtem Maß im Spannungsfeld von politischen Interessen stand. Im Zusammenhang mit der regelmäßigen Festlegung von IDT-Orten in Österreich und in der Schweiz hoffte man auch auf eine Entlastung des gespannten innerdeutschen Ost-West-Verhältnisses. 
Anfänglich fanden die Tagungen alle zwei Jahre statt (1967, 1969, 1971), danach weitete man aus organisatorischen Gründen die Vorbereitungsphase auf drei Jahre aus, um schließlich in einem neuen Grundkonzept zwischen den IDTs jeweils ein internationales Arbeitstreffen von Deutschlehrkräfte-Verbänden (seit 2019 unter der Bezeichnung Internationale Delegiertenkonferenz) stattfinden zu lassen und den IDT-Rhythmus auf vier Jahre festzulegen. Dadurch konnte auch die Versammlung der Vertreterinnen und Vertreter des IDV an die IDT gebunden werden und im Rahmen dieser bzw. in zeitlicher Verbindung mit der IDT stattfinden. Die folgende Tabelle gibt eine Übersicht zu Austragungsjahren, IDT-Orten, Veranstaltern, Themenfeldern und Teilnehmenden-Zahlen:
| Jahr | Austragungsort | Verantwortliche Institution(en)                           | Thema/Motto                                               | Teilnehmende | Länder |
| ---- | -------------- | --------------------------------------------------------- | --------------------------------------------------------- | ------------ | ------ |
| 1967 | München        | FIPLV, FMF                                                | Probleme des DaF                                          | 850          | 45     |
| 1969 | Leipzig        | IDV, FIPLV, Komitee f. d. Sprachunterricht                | IDV-Tagung                                                | 780          | 35     |
| 1971 | Salzburg       | IDV                                                       | Deutsch heute: Linguistik – Literatur – Landeskunde       | 400          | 28     |
| 1974 | Kiel           | IDV, FMF                                                  | Grundlagen der Methodik des Deutschunterrichts            | 600          | 41     |
| 1977 | Dresden        | IDV, Komitee f. d. Sprachunterricht                       | Moderner Sprachunterricht: Lehrerbildung und -fortbildung | 823          | 41     |
| 1980 | Nürnberg       | IDV, FMF                                                  | Lehrende und Lernende im Deutschunterricht                | 761          | 53     |
| 1983 | Budapest       | IDV, TIT                                                  | Der Deutschunterricht in fremdsprachiger Umwelt           | 980          | 38     |
| 1986 | Bern           | IDV, SPASRI, Eurocentres                                  | Ziele und Wege des Deutschunterrichts in DaF              | 816          | 39     |
| 1989 | Wien           | IDV, ÖDaF                                                 | Moderner Unterricht DaF: Anspruch und Wirklichkeit        | 1000         | 44     |
| 1993 | Leipzig        | IDV, FMF, Goethe-Institut                                 | DaF in einer sich wandelnden Welt                         | 1400         | 81     |
| 1997 | Amsterdam      | IDV, VLLT, Goethe-Institut                                | Deutsch in Europa und in der Welt                         | 1500         | 79     |
| 2001 | Luzern         | IDV, AkDaF, LEDAFIDS, WBZ                                 | Mehr Sprache: mehrsprachig mit Deutsch                    | 1700         | 85     |
| 2005 | Graz           | IDV, ÖDaF                                                 | Begegnungssprache Deutsch                                 | 2170         | 99     |
| 2009 | Jena-Weimar    | IDV, GMF, FaDaF                                           | Deutsch bewegt                                            | 2718         | 116    |
| 2013 | Bozen          | IDV, Freie Universität Bozen, EURAC                       | Deutsch von innen – Deutsch von außen                     | 2684         | 110    |
| 2017 | Freiburg i.Ü.  | IDV, Universität Freiburg, Ledafids, AkDaF, ZEM CES       | Brücken gestalten – Mit Deutsch verbinden                 | 1700         | 100    |
| 2022 | Wien           | IDV, ÖDaF, Pädagogische Hochschule Wien, Universität Wien | mit.sprache.teil.haben                                    | 2747         | 110    |
| 2025 | Lübeck         | IDV, DAG, Christian-Albrechts-Universität zu Kiel         | Vielfalt wagen – mit Deutsch                              | 2766         | 112    |

## Veranstalter
Alle IDTs werden im Auftrag des IDV bzw. vom IDV als Mitveranstalter organisiert, der weltweit die Interessen von etwa 100 Mitgliedsverbänden und damit mehr als 300.000 Deutsch-als-Fremdsprache-Lehrkräften vertritt. Die Organisation erfolgt immer unter Einbindung der IDV-Mitgliedsverbände im Austragungsland und meist einer Partnerorganisation vor Ort (z. B. Pädagogische Hochschule Kiel, Universität Salzburg, Technische Universität Dresden, Universität Amsterdam).

## Inhalte
Bei jeder IDT finden sich bestimmte Eckpunkte im Tagungsprogramm wieder: eine gemeinsame Eröffnung mit Kulturprogramm und plenaren Vorträgen, Arbeit in thematischen Gruppen, ein kulturelles Rahmenprogramm, landeskundliche Ausflüge und ein gemeinsamer Empfang für alle Teilnehmenden der Tagung. Ziel dieser Programmstruktur ist es, einerseits Platz für Begegnungen und den Austausch untereinander zu schaffen, sowie andererseits die fachliche Diskussion in kleineren Gruppen (Sektionen) oder eine Weiterbildung zu neuen Fachtendenzen zu ermöglichen.  
Jede IDT wird durch ein Ausstellungsprogramm ergänzt. Die wichtigsten Ergebnisse jeder Tagung werden in einschlägigen Publikationen z. B. bei Fachverlagen oder auch als Sondernummer der Zeitschrift „Deutsch als Fremdsprache“ veröffentlicht. 